# Oxytenis
Oxytenis is een geslacht van vlinders van de familie nachtpauwogen (Saturniidae), uit de onderfamilie Oxyteninae.

## Soorten
- O. albilunulata Schaus, 1912
- O. angulata (Cramer, 1775)
- O. aravaca Jordan, 1924
- O. beprea Druce, 1886
- O. bicornis Jordan, 1924
- O. epiphaea Jordan, 1924
- O. erosa Jordan, 1924
- O. ferruginea (Walker, 1855)
- O. gigantea (Druce, 1890)
- O. leda Druce, 1906
- O. mirabilis (Cramer, 1780)
- O. modestia (Cramer, 1780)
- O. naemia Druce, 1906
- O. nubila Jordan, 1924
- O. peregrina (Cramer, 1780)
- O. plettina Jordan, 1924
- O. sobrina Jordan, 1924
- O. spadix Jordan, 1924
- O. zerbina (Cramer, 1780)